# Trolletjärnet
Trolletjärnet är en sjö i Bengtsfors kommun i Dalsland och ingår i Göta älvs huvudavrinningsområde. Sjön har en area på 0,156 kvadratkilometer och ligger 96,1 meter över havet.

## Delavrinningsområde
Trolletjärnet ingår i det delavrinningsområde (655658-129682) som SMHI kallar för Utloppet av Svärdlång. Medelhöjden är 137 meter över havet och ytan är 27,87 kvadratkilometer. Räknas de 10 avrinningsområdena uppströms in blir den ackumulerade arean 56,94 kvadratkilometer. Vattendraget som avvattnar avrinningsområdet har biflödesordning 3, vilket innebär att vattnet flödar genom totalt 3 vattendrag innan det når havet efter 198 kilometer. Avrinningsområdet består mestadels av skog (77 procent). Avrinningsområdet har 5,06 kvadratkilometer vattenytor vilket ger det en sjöprocent på 18,1 procent.